# ТБ-4
ТБ-4 (второе название АНТ-16) — советский тяжёлый бомбардировщик. Первый полёт совершил в 1933 году.

## История
В первых числах ноября 1929 года Управление ВВС РККА сделало ЦАГИ заказ на тяжёлый бомбардировщик ТБ-4, получивший также второе название — АНТ-16. В марте 1930 года УВВС утвердило требования для нового бомбовоза с двигателями М-35 суммарной мощностью в 5000 л. с.
По мнению военных, этот самолёт должен был иметь максимальную общую нагрузку примерно 18 т; из них боевая загруженность могла составлять до 10 т, дальность полёта машины — 2000 км, скорость при номинальном режиме работы всех двигателей — 200 км/ч, практический потолок самолёта — 5 км, посадочную скорость — 100 км/ч, разбег — 250 м, пробег при использовании тормозов — 100 м, без тормозов — 300 м.
По представленному эскизному проекту самолет с шестью двигателями должен был иметь взлетную массу 31000 кг, массу пустого 10700 кг, крейсерскую скорость 160 км/ч, потолок 3400 м, дальность 1600 км. Бомбовая нагрузка — 4000 кг, максимальная 10000 кг. Вооружение — две пушки калибра 20 мм, десять пулеметов.
В апреле 1930 года Совет Труда и Обороны утверждает план опытного самолётостроения — там были и работы по созданию АНТ-16. На самом деле работы по самолёту вместо планировавшегося года заняли целых два, в мае того же года началось только эскизное проектирование. И только в декабре 1932 года самолётостроители получили двигатели, требуемые для ТБ-4; в феврале 1933 года начали постепенно вывозить агрегаты АНТ-16 на аэродром. В апреле того же года ТБ-4 в основном собрали, затем начались доводки и осуществляться мелкие монтажные работы. В июле прошли испытания самолёта.
Общее руководство по проекту осуществлял А.Н.Туполев, А.Архангельский возглавил проектирование фюзеляжа, В.Петляков - крыла, Н.Некрасов - оперения, Н.Петров - шасси, И.Погосский и Е.Погосский - силовой установки, И.Толстых - вооружения. Большие емкие бомбоотсеки проектировали К.Свешников и В.Мясищев. В октябре 1930-го в ЦАГИ закончили предварительный аэродинамический расчет по АНТ-16 с двигателями М-35 (проект моноблочного двигателя на базе М-34).
Вот что вспоминает П. М. Стефановский об испытаниях ТБ-4:

«… ТБ-4 заставил забыть и о характере, и о привычках. Он просто потрясал! Человек среднего роста свободно расхаживал не только в фюзеляже, но не пригибался и в центральной части крыла. Оборудование чудовищной машины напоминало небольшой промышленный комбинат. Имелась даже самая настоящая малогабаритная электростанция для автономного энергопитания всех самолётных агрегатов… Различное оборудование, вооружение, системы и аппараты управления заполнили всю внутренность самолёта диковинных размеров. М. М. Громов, передавая мне машину, охарактеризовал её более чем кратко: „Хорошо летает. Сам увидишь“».

В ноябре 1933 года у начальника ВВС РККА Я. И. Алксниса произошло совещание в связи с результатами испытаний ТБ-4; это совещание практически прекратило осуществление проекта АНТ-16. В протоколе совещания говорилось:

«… опытный самолёт в серию не запускать, в виду неудовлетворения тактико-технических требований, в качестве эталона принять военный вариант самолёта „Максим Горький“ с восемью моторами М-34; опытный самолёт АНТ-16 передать ЦАГИ для совместных с НИИ испытаний, для выяснения вопросов, связанных с постройкой „Максима Горького“»…

## Конструкция[4]
- Фюзеляж — переменного сечения сечения, в передней части прямоугольный, по мере удаления к хвосту переходил в треугольный и заканчивался вертикальным ребром. За центропланом крыла располагались два бомбоотсека длиной по 5 метров и шириной 2 метра. Размеры таких грузоотсеков были применены впервые в практике мирового самолетостроения.
- Крыло — состоит из центроплана и двух отъёмных частей, в плане трапециевидное. Основой силовой схемы являлись три ферменных лонжерона из кольчугалюминиевых труб, соединенных клепанными раскосами. Нервюры аналогичной конструкции, но с раскосами из труб, полки нервюр выполнялись из профилей. На этот каркас крепилась гофрированная обшивка из листового кольчугалюминия. На задней комке крыла навешивались элероны щелевого типа.
- Хвостовое оперение — стабилизатор переставной в полете, регулировался винтовым механизмом, привод механизма тросовый от штурвала в кабине пилота. Киль и стабилизатор связывались между собой расчалками. Рули высоты и направления цельнометаллические. Управление рулями осуществлялось тросами и жесткими тягами от педалей снабженных пружинными компенсаторами.
- Шасси — основные стойки пирамидальные, с дюралевыми подкосами. К полуосям из хромансилиевой стали крепились, установленные попарно колеса шасси диаметром два метра. Шасси снабжалось масляной амортизацией и тормозами. В хвостовой части фюзеляжа устанавливалось пневматическое самоориентируещееся колесо. На колеса крепились обтекатели.
- Силовая установка — шесть двигателей мощностью по 830 л. с. Четыре двигателя крепились на передней кромке крыла, а два на сварной раме над фюзеляжем. Бензин размещался в восьми баках — шесть в отъёмной части крыла и два в центроплане. Общий объем горючего 8500 литров, объем масляной системы 2000 литров. Винты двигателей на крыле — тянущие диаметр 3.18 м, на фюзеляже один тянущий — диаметр 3,3 м и толкающий — диаметр 3 м.
- Приборное оборудование — коротковолновые радиостанции, для связи между самолетами и с метеостанцией, радиопеленгаторы для полета по радиомаякам. На приборных досках были установлены часы; компас; указатели скорости, поворота и крена; высотомер; тахометры моторов. Также самолет был укомплектован прицелом для ночного бомбометания. Для связи между членами экипажа предусмотрена внутренняя телефонная связь. Для автономного питания бортовых систем установили электростанцию с приводом от двигателя 16 л. с.
- Вооружение — десять пулеметов располагались в кормовой части фюзеляжа и в специальных крыльевых башнях (два для стрельбы назад и два вперед). В носовой и в задней, за крылом, частях фюзеляжа были установлены две пушки. Такая схема размещения вооружения практически не оставляла «мертвых зон». В бомбоотсеки загружалось 10000 — 11800 кг бомб.

## Тактико-технические характеристики
Источник данных: Шавров, 1985; Gunston, 1995; Gordon, Rigmant, 2005.

Технические характеристики
- Экипаж: 12 человек
- Длина: 32 м
- Размах крыла: 54 м
- Высота: 11,73 м
- Площадь крыла: 422 м²
- Колея шасси: 10 м 64,5 см
- Масса пустого: 21400 кг
- Нормальная взлётная масса: 33280 кг
- Максимальная взлётная масса: 37000 кг
- Масса топлива во внутренних баках: 4950 кг
- Силовая установка: 6 × поршневые М-34
- Мощность двигателей: 6 × 750 л. с. (6 × 560  кВт)

Лётные характеристики
- Максимальная скорость:  
  - у земли: 200 км/ч
  - на высоте: 188 км/ч на 5000 м
- Крейсерская скорость: 159 км/ч
- Посадочная скорость: 105 км/ч
- Практическая дальность:  
  - с 8000 кг бомб: 940 км
  - с 2000 кг бомб: 2000 км
- Практический потолок: 2750 м
- Время набора высоты:
  - 1000 м за 12,4 мин
  - 2000 м за 34,0 мин
- Нагрузка на крыло: 78,3 кг/м²
- Тяговооружённость: 99 Вт/кг
- Длина разбега: 800 м
- Длина пробега: 400 м

Вооружение
- Стрелково-пушечное:  
  - 2 × 20 мм пушки
  - 5 × 2×7,62 мм пулемётов ДА
- Боевая нагрузка: 10000 кг